# Arthur Gore (5. hrabia Arran)
Arthur Saunders William Charles Fox Gore (ur. 6 stycznia 1839 w Bath, zm. 14 marca 1901 na Hertford Street 16 w Londynie) – brytyjski arystokrata i dyplomata, najstarszy syn Philipa Gore'a, 4. hrabiego Arran i Elisabeth Napier, córki generała Williama Francisa Patricka Napiera.
Wykształcenie odebrał w Eton College. Po ukończeniu nauki wstąpił do służby dyplomatycznej. W 1859 został attaché ambasady w Hanowerze. Rok później był attaché w Stuttgarcie. W 1861 był attaché ambasady w Lizbonie. Wreszcie w 1863 został attaché w Paryżu. W latach 1863–1864 był szeryfem hrabstwa Donegal. W latach 1865–1901 specjalnym komisarzem Komisji Podatkowej. W 1884, po śmierci ojca, został hrabią Arran i zasiadł w Izbie Lordów. W latach 1889–1901 był Lordem Namiestnikiem hrabstwa Mayo. 15 marca 1898 został kawalerem Orderu Świętego Patryka.
21 lutego 1865 poślubił lady Edith Elisabeth Henriettę Jocelyn (10 lutego 1845-3 października 1871), córkę Roberta Jocelyna, wicehrabiego Jocelyn i lady Frances Cowper, córki 5. hrabiego Cowper. Arthur i Edith mieli razem syna i trzy córki:
- Mabell Frances Elisabeth Gore (10 marca 1866-7 kwietnia 1956), żona Davida Ogilvy'ego, 11. hrabiego Airlie, miała dzieci
- Cicely Alice Gore (1867-5 lutego 1955), żona Jamesa Gascoyne-Cecila, 4. markiza Salisbury, miała dzieci
- Arthur Jocelyn Charles Gore (14 września 1868-19 grudnia 1958), 6. hrabia Arran
- Esther Georgiana Caroline Gore (1870-11 października 1955), żona Williama Smitha, 2. wicehrabiego Hambleden, miała dzieci, jej wnukiem był polityk Peter Morrison

29 lipca 1889 w Royal Chapel w Windsor Park w hrabstwie Berkshire, poślubił Winifred Ellen Reilly (zm. 12 listopada 1921), córkę Johna Reilly'ego i Augusty Sudgen, córki 1. barona St. Leonards. Arthur i Winifred mieli razem jedną córkę: Winifred Helena Lettice Gore (11 sierpnia 1891-6 grudnia 1958)